# Fritz Nachmann
Fritz Nachmann (ur. 16 sierpnia 1929 w Kreuth) – niemiecki saneczkarz reprezentujący Wspólną Reprezentację Niemiec i RFN, mistrz świata, medalista igrzysk olimpijskich i mistrzostw Europy.

## Kariera
Pierwszy sukces w karierze Fritz Nachmann osiągnął w 1955 roku, kiedy w parze z Josefem Strillingerem zdobył brązowy medal w dwójkach podczas mistrzostw świata w Oslo. W tej samej konkurencji był też drugi na mistrzostwach świata w Krynicy-Zdroju (1962) oraz pierwszy podczas mistrzostw świata w Davos (1957) i mistrzostw świata w Davos (1957), gdzie jego partnerem był Strillinger. Ponadto w 1963 roku zdobył też złoty medal w jedynkach na mistrzostwach świata w Imst, pokonując swego rodaka Hansa Plenka i Klausa Bonsacka z NRD. W 1968 roku wystartował na igrzyskach olimpijskich w Grenoble, gdzie w parze z Wolfgangiem Winklerem wywalczył brąz w dwójkach. Startował też na rozgrywanych cztery lata wcześniej igrzyskach w Innsbrucku, jednak nie ukończył rywalizacji. Nachmann zdobył również srebrny medal w jedynkach na mistrzostwach Europy w Königssee w 1967 roku.

## Osiągnięcia

### Igrzyska olimpijskie
| Rok  | Miejsce   | Jedynki | Dwójki |
| ---- | --------- | ------- | ------ |
| 1964 | Innsbruck | DNF     |        |
| 1968 | Grenoble  | 17      | 3      |